# 电动机械学
电动机械学（electromechanics）是指从电气工程和机械工程中，结合电气和机械的过程和程序。电气工程在这方面也包括电子工程。
机电装置（electromechanical device）是由电驱动的机械装置，可将电能转换为机械能。
继电器（relay）起源于电报，是用来再生电报信号的电动机械装置。1885年，哥伦比亚大学的Michael Pupin教授数学物理和电动机械学。